# كنيسة آيا تريادا اليونانية الأرثوذكسية
كنيسة آيا تريادا اليونانية الأرثوذكسية (باليونانيَّة: Ιερός Ναός Αγίας Τριάδος؛ بالتركيَّة: Aya Triada Rum Ortodoks Kilisesi) هي كنيسة يونانية أرثوذكسية تقع في منطقة بايوغلو، في مدينة إسطنبول، تركيا، وهي واحدة من الكنيسة المهمة في المدينة ويعود ذلك لأسباب تاريخيَّة مختلفة. وتتبع الكنيسة تحت سلطة بطريركية القسطنطينية المسكونية.
شيد المبنى في عام 1880 وتعتبر أكبر كنيسة أرثوذكسية شرقية في مدينة إسطنبول اليوم. كما ولا نزال الكنيسة قيد الاستخدام من قبل المجتمع اليوناني في إسطنبول. وتضم الرعية حوالي 150 شخص. وتقع الكنيسة في حي بايوغلو، بالقرب من ميدان تقسيم.
تضررت كنيسة آيا تريادا وأضرمت فيها النيران خلال بوغروم إسطنبول في سبتمبر من عام 1955 الذي نظم من قبل الغوغاء ووجه في المقام الأول ضد الأقلية اليونانية في إسطنبول. خلال الاضطرابات تعضرت الكنيسة للتدمير والنهب ولكنها صمدت من هجوم الحرق المتعمد من قبل مثيري الشغب. بعد عقود من الأحداث، قام رجال الصناعة والأعمال باناجيوتيس انجيلوبولوس، بالتبرع بمبلغ يصل إلى حوالي 90,000 دولار أمريكي إلى برثلماوس الأول بطريرك بطريركية القسطنطينية المسكونية. واستخدمت هذه الأموال لإصلاح وترميم الكنيسة والتي استغرقت عامين.
وجرى افتتاح الكنيسة في 23 مارس من عام 2003 وحضر الافتتاح الرسمي لبوابة الكنيسة العديد من المسؤولين في الكنيسة اليونانية الأرثوذكسية، إلى جانب القنصل العام في اليونان وفرنسا وألمانيا ومئات من الأشخاص من إسطنبول واليونان. وقد ألقى كلمة الافتتاح برثلماوس الأول. وتُستخدم الكنيسة الآن على أساس يومي.